# 대한민국의 구 목록
다음 표는 대한민국의 구(자치구, 일반구)를 구 설치 순으로 배열한 것이다. 면적은 2011년 1월 1일 기준, 인구는 2011년 7월 주민등록인구통계 기준.
- 설치일 : 최초 구로 설치된 일자
- : 폐지된 구
- 구의 등급
  - 자치구 - 일반구

| 설치일           | 구명                        | 관계 법령                                                                   | 면적 (km2) | 인구 (명) | 인구밀도 (명/km2) | 당시 / 현재 구의 등급          |
| ---------------- | --------------------------- | --------------------------------------------------------------------------- | ---------- | --------- | ----------------- | ------------------------------ |
| 1943년 6월 10일  | 서울 중구                   | 조선총독부령 제163호 (1943년 6월 9일)                                       | 9.96       | 132,224   | 13,276            | 제3등급(이하 일반구) / 자치구  |
| 1943년 6월 10일  | 서울 종로구                 | 조선총독부령 제163호 (1943년 6월 9일)                                       | 23.91      | 169,217   | 7,077             | 일반구 / 자치구                |
| 1943년 6월 10일  | 서울 동대문구               | 조선총독부령 제163호 (1943년 6월 9일)                                       | 14.20      | 366,633   | 25,819            | 일반구 / 자치구                |
| 1943년 6월 10일  | 서울 성동구                 | 조선총독부령 제163호 (1943년 6월 9일)                                       | 16.85      | 127,748   | 7,581             | 일반구 / 자치구                |
| 1943년 6월 10일  | 서울 서대문구               | 조선총독부령 제163호 (1943년 6월 9일)                                       | 17.60      | 318,467   | 18,095            | 일반구 / 자치구                |
| 1943년 6월 10일  | 서울 용산구                 | 조선총독부령 제163호 (1943년 6월 9일)                                       | 21.87      | 247,206   | 11,303            | 일반구 / 자치구                |
| 1943년 6월 10일  | 서울 영등포구               | 조선총독부령 제163호 (1943년 6월 9일)                                       | 24.56      | 403,062   | 16,411            | 일반구 / 자치구                |
| 1944년 11월 1일  | 서울 마포구                 | 조선총독부령 제350호 (1944년 10월 23일)                                     | 23.87      | 392,635   | 16,449            | 일반구 / 자치구                |
| 1949년 8월 13일  | 서울 성북구                 | 대통령령 제159호 (1949년 8월 13일)                                          | 24.57      | 488,036   | 19,863            | 제2등급(이하 시할) / 자치구    |
| 1957년 1월 1일   | 부산 중구                   | 법률 제407호 (1956년 12월 17일)                                             | 2.82       | 49,011    | 17,380            | 일반구 / 자치구                |
| 1957년 1월 1일   | 부산 서구                   | 법률 제407호 (1956년 12월 17일)                                             | 13.88      | 124,896   | 8,998             | 일반구 / 자치구                |
| 1957년 1월 1일   | 부산 영도구                 | 법률 제407호 (1956년 12월 17일)                                             | 14.13      | 144,852   | 10,251            | 일반구 / 자치구                |
| 1957년 1월 1일   | 부산 동구                   | 법률 제407호 (1956년 12월 17일)                                             | 9.78       | 101,251   | 10,353            | 일반구 / 자치구                |
| 1957년 1월 1일   | 부산 부산진구               | 법률 제407호 (1956년 12월 17일)                                             | 29.69      | 394,931   | 13,302            | 일반구 / 자치구                |
| 1957년 1월 1일   | 부산 동래구                 | 법률 제407호 (1956년 12월 17일)                                             | 16.63      | 283,690   | 17,059            | 일반구 / 자치구                |
| 1963년 1월 1일   | 대구 중구                   | 법률 제1174호 (1962년 11월 21일)                                            | 7.06       | 77,095    | 10,920            | 일반구 / 자치구                |
| 1963년 1월 1일   | 대구 동구                   | 법률 제1174호 (1962년 11월 21일)                                            | 182.22     | 341,616   | 1,875             | 일반구 / 자치구                |
| 1963년 1월 1일   | 대구 서구                   | 법률 제1174호 (1962년 11월 21일)                                            | 17.48      | 223,681   | 12,796            | 일반구 / 자치구                |
| 1963년 1월 1일   | 대구 남구                   | 법률 제1174호 (1962년 11월 21일)                                            | 17.44      | 169,765   | 9,734             | 일반구 / 자치구                |
| 1963년 1월 1일   | 대구 북구                   | 법률 제1174호 (1962년 11월 21일)                                            | 94.09      | 450,852   | 4,792             | 일반구 / 자치구                |
| 1968년 1월 1일   | 인천 중구                   | 법률 제1919호 (1967년 3월 30일)                                             | 123.09     | 93,520    | 760               | 일반구 / 자치구                |
| 1968년 1월 1일   | 인천 동구                   | 법률 제1919호 (1967년 3월 30일)                                             | 7.19       | 79,624    | 11,074            | 일반구 / 자치구                |
| 1968년 1월 1일   | 인천 남구 → 인천 미추홀구   | 법률 제1919호 (1967년 3월 30일)                                             | 24.85      | 419,683   | 16,969            | 일반구 / 자치구                |
| 1968년 1월 1일   | 인천 북구 → 인천 부평구     | 법률 제1919호 (1967년 3월 30일)                                             | 31.99      | 562,110   | 17,571            | 일반구 / 자치구                |
| 1973년 7월 1일   | 서울 도봉구                 | 대통령령 제6548호 (1973년 3월 12일)                                         | 20.70      | 366,879   | 17,724            | 시할 / 자치구                  |
| 1973년 7월 1일   | 서울 관악구                 | 대통령령 제6548호 (1973년 3월 12일)                                         | 29.57      | 529,195   | 17,896            | 시할 / 자치구                  |
| 1973년 7월 1일   | 광주 동구                   | 대통령령 제6544호 (1973년 3월 12일)                                         | 48.86      | 101,582   | 2,079             | 일반구 / 자치구                |
| 1973년 7월 1일   | 광주 서구                   | 대통령령 제6544호 (1973년 3월 12일)                                         | 46.71      | 302,280   | 6,471             | 일반구 / 자치구                |
| 1975년 10월 1일  | 서울 강남구                 | 대통령령 제7816호 (1975년 9월 23일)                                         | 39.54      | 570,392   | 14,426            | 시할 / 자치구                  |
| 1975년 10월 1일  | 부산 남구                   | 대통령령 제7816호 (1975년 9월 23일)                                         | 26.77      | 296,955   | 11,093            | 시할 / 자치구                  |
| 1977년 9월 1일   | 서울 강서구                 | 대통령령 제8666호 (1977년 8월 27일)                                         | 41.42      | 571,526   | 13,798            | 시할 / 자치구                  |
| 1977년 9월 1일   | 대전 동구                   | 대통령령 제8667호 (1977년 8월 27일)                                         | 136.61     | 248,344   | 1,818             | 일반구 / 자치구                |
| 1977년 9월 1일   | 대전 중구                   | 대통령령 제8667호 (1977년 8월 27일)                                         | 62.13      | 265,433   | 4,272             | 일반구 / 자치구                |
| 1978년 2월 15일  | 부산 북구                   | 대통령령 제8758호 (1977년 11월 29일)                                        | 39.44      | 309,602   | 7,850             | 시할 / 자치구                  |
| 1979년 10월 1일  | 서울 은평구                 | 대통령령 제9630호 (1979년 9월 26일)                                         | 29.71      | 491,741   | 16,551            | 시할 / 자치구                  |
| 1979년 10월 1일  | 서울 강동구                 | 대통령령 제9630호 (1979년 9월 26일)                                         | 24.58      | 496,364   | 20,194            | 시할 / 자치구                  |
| 1980년 4월 1일   | 서울 구로구                 | 대통령령 제9630호 (1979년 9월 26일)                                         | 20.12      | 422,322   | 20,990            | 시할 / 자치구                  |
| 1980년 4월 1일   | 서울 동작구                 | 대통령령 제9630호 (1979년 9월 26일)                                         | 16.35      | 402,567   | 24,622            | 시할 / 자치구                  |
| 1980년 4월 1일   | 부산 해운대구               | 대통령령 제9630호 (1979년 9월 26일)                                         | 51.46      | 425,872   | 8,276             | 시할 / 자치구                  |
| 1980년 4월 1일   | 대구 수성구                 | 대통령령 제9630호 (1979년 9월 26일)                                         | 76.46      | 461,473   | 6,035             | 일반구 / 자치구                |
| 1980년 4월 1일   | 광주 북구                   | 대통령령 제9630호 (1979년 9월 26일)                                         | 121.74     | 469,045   | 3,853             | 일반구 / 자치구                |
| 1983년 12월 15일 | 부산 사하구                 | 대통령령 제11248호 (1983년 10월 8일)                                        | 40.96      | 357,060   | 8,717             | 시할 / 자치구                  |
| 1985년 7월 15일  | 울산 중구                   | 대통령령 제11716호 (1985년 6월 29일)                                        | 36.99      | 232,421   | 6,283             | 일반구 / 자치구                |
| 1985년 7월 15일  | 울산 남구                   | 대통령령 제11716호 (1985년 6월 29일)                                        | 72.55      | 343,487   | 4,734             | 일반구 / 자치구                |
| 1988년 1월 1일   | 광주 광산구                 | 법률 제3963호 (1987년 11월 28일)                                            | 222.91     | 370,527   | 1,662             | (자치구) / 자치구              |
| 1988년 1월 1일   | 서울 송파구                 | 대통령령 제12367호 (1987년 12월 31일)                                       | 33.88      | 684,028   | 20,190            | (자치구) / 자치구              |
| 1988년 1월 1일   | 서울 중랑구                 | 대통령령 제12367호 (1987년 12월 31일)                                       | 18.51      | 425,668   | 22,997            | (자치구) / 자치구              |
| 1988년 1월 1일   | 서울 노원구                 | 대통령령 제12367호 (1987년 12월 31일)                                       | 35.44      | 605,756   | 17,092            | (자치구) / 자치구              |
| 1988년 1월 1일   | 서울 서초구                 | 대통령령 제12367호 (1987년 12월 31일)                                       | 47.00      | 432,934   | 9,211             | (자치구) / 자치구              |
| 1988년 1월 1일   | 서울 양천구                 | 대통령령 제12367호 (1987년 12월 31일)                                       | 17.40      | 498,819   | 28,668            | (자치구) / 자치구              |
| 1988년 1월 1일   | 부산 금정구                 | 대통령령 제12367호 (1987년 12월 31일)                                       | 65.17      | 255,979   | 3,928             | (자치구) / 자치구              |
| 1988년 1월 1일   | 대구 달서구                 | 대통령령 제12367호 (1987년 12월 31일)                                       | 62.34      | 606,178   | 9,724             | (자치구) / 자치구              |
| 1988년 1월 1일   | 인천 서구                   | 대통령령 제12367호 (1987년 12월 31일)                                       | 113.91     | 420,939   | 3,695             | (자치구) / 자치구              |
| 1988년 1월 1일   | 인천 남동구                 | 대통령령 제12367호 (1987년 12월 31일)                                       | 56.99      | 491,038   | 8,616             | (자치구) / 자치구              |
| 1988년 1월 1일   | 대전 서구                   | 대통령령 제12367호 (1987년 12월 31일)                                       | 95.39      | 500,761   | 5,250             | 일반구 / 자치구                |
| 1988년 1월 1일   | 울산 동구                   | 대통령령 제12367호 (1987년 12월 31일)                                       | 36.01      | 170,639   | 4,739             | 일반구 / 자치구                |
| 1988년 1월 1일   | 부천 중구 → 부천 원미구     | 대통령령 제12367호 (1987년 12월 31일)                                       | -          | -         | -                 | 일반구 / 2016년 7월 4일 폐지   |
| 1988년 1월 1일   | 부천 남구 → 부천 소사구     | 대통령령 제12367호 (1987년 12월 31일)                                       | -          | -         | -                 | 일반구 / 2016년 7월 4일 폐지   |
| 1988년 7월 1일   | 수원 권선구                 | 수원시 조례 제1452호 (1988년 6월 30일)                                      | 47.30      | 307,410   | 6,499             | 일반구 / 일반구                |
| 1988년 7월 1일   | 수원 장안구                 | 수원시 조례 제1452호 (1988년 6월 30일)                                      | 33.17      | 293,485   | 8,848             | 일반구 / 일반구                |
| 1989년 1월 1일   | 부산 강서구                 | 법률 제4051호 (1988년 12월 31일)                                            | 180.24     | 62,963    | 349               | 자치구 / 자치구                |
| 1989년 1월 1일   | 대전 유성구                 | 법률 제4049호 (1988년 12월 31일)                                            | 177.27     | 288,618   | 1,628             | 자치구 (분구 및 승격)          |
| 1989년 1월 1일   | 대전 대덕구                 | 법률 제4049호 (1988년 12월 31일)                                            | 68.45      | 207,312   | 3,029             | 자치구 (분구 및 승격)          |
| 1989년 5월 1일   | 성남 수정구                 | 성남시 조례 제931호 (1989년 4월 26일)                                       | 45.99      | 237,986   | 5,175             | 일반구 / 일반구                |
| 1989년 5월 1일   | 성남 중원구                 | 성남시 조례 제931호 (1989년 4월 26일)                                       | 26.38      | 256,298   | 9,716             | 일반구 / 일반구                |
| 1989년 5월 1일   | 전주 덕진구                 | 전주시 조례 제1591호 (1989년 3월 28일)                                      | 110.79     | 283,813   | 2,562             | 일반구 / 일반구                |
| 1989년 5월 1일   | 전주 완산구                 | 전주시 조례 제1591호 (1989년 3월 28일)                                      | 95.22      | 361,038   | 3,792             | 일반구 / 일반구                |
| 1990년 7월 1일   | 마산 합포구                 | 마산시 조례 제1590호 (1990년 6월 9일) 마산시 조례 제360호 (1999년 3월 17일) | ―          | ―         | ―                 | 일반구 / 2000년 12월 31일 폐지 |
| 1990년 7월 1일   | 마산 회원구                 | 마산시 조례 제1590호 (1990년 6월 9일) 마산시 조례 제360호 (1999년 3월 17일) | ―          | ―         | ―                 | 일반구 / 2000년 12월 31일 폐지 |
| 1991년 9월 17일  | 성남 분당구                 | 성남시 조례 제1152호 (1991년 9월 17일)                                      | 69.35      | 485,767   | 7,005             | 일반구 / 일반구                |
| 1992년 10월 1일  | 안양 만안구                 | 안양시 조례 제1173호 (1992년 10월 1일)                                      | 36.54      | 265,462   | 7,265             | 일반구 / 일반구                |
| 1992년 10월 1일  | 안양 동안구                 | 안양시 조례 제1173호 (1992년 10월 1일)                                      | 21.92      | 353,381   | 16,121            | 일반구 / 일반구                |
| 1993년 2월 1일   | 수원 팔달구                 | 수원시 조례 제1837호 (1993년 1월 20일)                                      | 13.08      | 214,653   | 16,411            | 일반구 / 일반구                |
| 1993년 2월 1일   | 부천 오정구                 | 부천시 조례 제1215호 (1993년 1월 16일)                                      | -          | -         | -                 | 일반구 / 2016년 7월 4일 폐지   |
| 1995년 1월 1일   | 울산 울주구                 | 법률 제4801호 (1994년 12월 22일) 법률 제5243호 (1996년 12월 31일)           | ―          | ―         | ―                 | 일반구 / 1997년 7월 15일 폐지  |
| 1995년 1월 1일   | 청주 상당구                 | 청주시 조례 제1795호 (1994년 12월 30일)                                     | 69.02      | 241,558   | 3,500             | 일반구 / 일반구                |
| 1995년 1월 1일   | 청주 흥덕구                 | 청주시 조례 제1795호 (1994년 12월 30일)                                     | 84.43      | 418,123   | 4,952             | 일반구 / 일반구                |
| 1995년 1월 1일   | 포항 북구                   | 포항시 조례 제10호 (1995년 1월 11일)                                        | 393.33     | 262,581   | 668               | 일반구 / 일반구                |
| 1995년 1월 1일   | 포항 남구                   | 포항시 조례 제10호 (1995년 1월 11일)                                        | 735.48     | 253,278   | 344               | 일반구 / 일반구                |
| 1995년 3월 1일   | 서울 광진구                 | 법률 제4802호 (1994년 12월 22일)                                            | 17.05      | 373,608   | 21,912            | 자치구 / 자치구                |
| 1995년 3월 1일   | 서울 강북구                 | 법률 제4802호 (1994년 12월 22일)                                            | 23.61      | 345,502   | 14,634            | 자치구 / 자치구                |
| 1995년 3월 1일   | 서울 금천구                 | 법률 제4802호 (1994년 12월 22일)                                            | 13.01      | 243,280   | 18,699            | 자치구 / 자치구                |
| 1995년 3월 1일   | 부산 연제구                 | 법률 제4802호 (1994년 12월 22일)                                            | 12.08      | 214,056   | 17,720            | 자치구 / 자치구                |
| 1995년 3월 1일   | 부산 수영구                 | 법률 제4802호 (1994년 12월 22일)                                            | 10.20      | 177,575   | 17,409            | 자치구 / 자치구                |
| 1995년 3월 1일   | 부산 사상구                 | 법률 제4802호 (1994년 12월 22일)                                            | 36.06      | 256,347   | 7,109             | 자치구 / 자치구                |
| 1995년 3월 1일   | 인천 연수구                 | 법률 제4802호 (1994년 12월 22일)                                            | 42.74      | 283,840   | 6,641             | 자치구 / 자치구                |
| 1995년 3월 1일   | 인천 계양구                 | 법률 제4802호 (1994년 12월 22일)                                            | 45.58      | 345,671   | 7,584             | 자치구 / 자치구                |
| 1995년 3월 1일   | 광주 남구                   | 법률 제4802호 (1994년 12월 22일)                                            | 61.02      | 217,934   | 3,572             | 자치구 / 자치구                |
| 1996년 3월 1일   | 고양 덕양구                 | 고양시 조례 제303호 (1996년 2월 17일)                                       | 165.51     | 393,479   | 2,377             | 일반구 / 일반구                |
| 1996년 3월 1일   | 고양 일산구 → 고양 일산동구 | 고양시 조례 제303호 (1996년 2월 17일)                                       | 59.13      | 275,159   | 4,653             | 일반구 / 일반구                |
| 1997년 7월 15일  | 울산 북구                   | 법률 제5243호 (1996년 12월 31일)                                            | 157.35     | 181,611   | 1,154             | 자치구 / 자치구                |
| 2002년 11월 1일  | 안산 상록구                 | 안산시 조례 제1027호 (2002년 10월 1일)                                      | 57.83      | 380,574   | 6,581             | 일반구 / 일반구                |
| 2002년 11월 1일  | 안산 단원구                 | 안산시 조례 제1027호 (2002년 10월 1일)                                      | 91.23      | 335,849   | 3,681             | 일반구 / 일반구                |
| 2003년 11월 24일 | 수원 영통구                 | 수원시 조례 제2456호 (2003년 11월 8일)                                      | 27.46      | 261,008   | 9,505             | 일반구 / 일반구                |
| 2005년 5월 16일  | 고양 일산서구               | 고양시 조례 제892호 (2005년 4월 8일)                                        | 42.77      | 289,745   | 6,774             | 일반구 / 일반구                |
| 2005년 10월 31일 | 용인 처인구                 | 용인시 조례 제648호 (2005년 10월 5일)                                       | 467.57     | 209,893   | 449               | 일반구 / 일반구                |
| 2005년 10월 31일 | 용인 기흥구                 | 용인시 조례 제648호 (2005년 10월 5일)                                       | 81.68      | 365,632   | 4,476             | 일반구 / 일반구                |
| 2005년 10월 31일 | 용인 수지구                 | 용인시 조례 제648호 (2005년 10월 5일)                                       | 42.10      | 314,757   | 7,476             | 일반구 / 일반구                |
| 2008년 6월 23일  | 천안 동남구                 | 천안시 조례 제860호 (2008년 3월 21일)                                       | 438.52     | 250,906   | 572               | 일반구 / 일반구                |
| 2008년 6월 23일  | 천안 서북구                 | 천안시 조례 제860호 (2008년 3월 21일)                                       | 197.70     | 315,577   | 1,596             | 일반구 / 일반구                |
| 2010년 7월 1일   | 창원 의창구                 | 창원시 조례 제65호 (2010년 7월 1일)                                         | 211.22     | 250,702   | 1,187             | 일반구 / 일반구                |
| 2010년 7월 1일   | 창원 성산구                 | 창원시 조례 제65호 (2010년 7월 1일)                                         | 82.09      | 250,103   | 3,047             | 일반구 / 일반구                |
| 2010년 7월 1일   | 창원 마산합포구             | 창원시 조례 제65호 (2010년 7월 1일)                                         | 240.23     | 186,757   | 777               | 일반구 / 일반구                |
| 2010년 7월 1일   | 창원 마산회원구             | 창원시 조례 제65호 (2010년 7월 1일)                                         | 90.58      | 223,956   | 2,472             | 일반구 / 일반구                |
| 2010년 7월 1일   | 창원 진해구                 | 창원시 조례 제65호 (2010년 7월 1일)                                         | 120.14     | 179,015   | 1,490             | 일반구 / 일반구                |
| 2014년 7월 1일   | 청주 청원구                 | 청주시 조례 제1559호 (2014년 7월 1일)                                       | 215.03     | 63,839    | 297               | 일반구 / 일반구                |
| 2014년 7월 1일   | 청주 서원구                 | 청주시 조례 제1559호 (2014년 7월 1일)                                       | 107.07     | 76,972    | 719               | 일반구 / 일반구                |
| 2024년 1월 1일   | 부천 원미구                 | 부천시 조례 제3953호 (2024년 1월 1일)                                       | 20.60      |           |                   | 일반구 / 일반구                |
| 2024년 1월 1일   | 부천 소사구                 | 부천시 조례 제3953호 (2024년 1월 1일)                                       | 12.83      |           |                   | 일반구 / 일반구                |
| 2024년 1월 1일   | 부천 오정구                 | 부천시 조례 제3953호 (2024년 1월 1일)                                       | 20.05      |           |                   | 일반구 / 일반구                |

## 같이 보기
- 대한민국의 행정 구역 목록